# Ерсајна (Пенсилванија)
Ерсајна (енгл. Ursina) град је у америчкој савезној држави Пенсилванија.

## Демографија
По попису из 2010. године број становника је 225, што је 29 (-11,4%) становника мање него 2000. године.
| Група             | 2000.       | 2010.       |
| Белци             | 251 (98,8%) | 223 (99,1%) |
| Афроамериканци    | 0 (0,0%)    | 0 (0,0%)    |
| Азијати           | 1 (0,4%)    | 1 (0,4%)    |
| Хиспаноамериканци | 0 (0,0%)    | 1 (0,4%)    |
| Укупно            | 254         | 225         |